# Эффект уровня обработки
Гипотеза уровневой обработки информации — гипотеза, согласно которой запоминание информации в долговременной памяти зависит от того, каким образом данная информация была обработана. Была предложена Ф. Крейком и Р. Локхартом в 1972 году. Согласно этой гипотезе, воспринимаемая информация подвергается ряду аналитических процедур, начиная с поверхностного сенсорного анализа, а далее — к более сложному (глубокому) семантическому.
Предполагается, что стимулы каждой модальности проходят через следующие уровни обработки:
- сенсорный анализ;
- распознавание паттерна;
- семантико-ассоциативная стадия.

В соответствии с теорией уровневой обработки информации, память является побочным продуктом обработки информации, сохранение её следов напрямую зависит от уровня обработки информации.

## Экспериментальные данные

### ЭкспериментЭ. ТульвингаиФ. Крейка
Испытуемым визуально предъявляли слова и просили ответить на три вопроса, требовавшие разного уровня обработки информации
1. Какими буквами, написано это слово: прописными или строчными? (простая зрительная, структурная обработка)
2. Рифмуется ли данное слово, со словом…? (фонологическая обработка)
3. Можно ли вставить данное слово, в следующее предложение…? (семантическая обработка)

После ответов на данные вопросы, испытуемым предъявляли список слов, половина из которых была новым, а половина встречалась в эксперименте, и просили, сказать, какие из слов встречались в эксперименте. Было показано, что чем глубже был уровень обработки слова, тем эффективнее его дальнейшее припоминание.

### Эксперименты Роджерса Куипера и Киркера
В эксперименте использовалась методика сходная с использованной Тульвингом и Крейком. Испытуемым предлагалось ответить на 4 вопроса:
1. Предъявляемое слово написано большими буквами? (структурная обработка)
2. Предъявляемое слово рифмуется со словом … ? (фонематическая обработка)
3. Предъявляемое слово обозначает то же, что и … ? (семантическая обработка)
4. Предъявляемое слово характеризует Вас? (вопрос с отнесением к себе)

Как и в предыдущем эксперименте было показано, что уровень обработки влияет на эффективность воспроизведения. Слова, которые требовалось оценить относительно себя, воспроизводились испытуемыми лучше всего.

## Критика

### Гипотеза общего времени
Согласно данной гипотезе, полученный Тульвингом и Крейком эффект возникает по причине того, что обработка информации на семантическом уровне требует больших временных затрат, чем менее глубокие уровни обработки.
В последующие эксперименты были модифицированы таким образом, что другие уровни обработки требовали большего времени. Так, испытуемому нужно было не только ответить на вопрос прописными или строчными буквами написано слово, но и подсчитать количество гласных букв в слове. Данные, подтверждающие, что увеличение времени обработки улучшает запоминание, получены не были.

### Одновременная обработка информации
Другая проблема теории уровневой обработки информации связана с тем, что переработка информации человеком на разных уровнях производится не последовательно, а одновременно.

### Адекватность воспроизведения информации её обработке
В экспериментах Морриса, Брэнсфорда и Френкса испытуемым нужно вынести семантическое (данное слово можно вставить в предложение… ?) или фонематическое (данное слово рифмуется со словом … ?) суждение о предъявляемом слове. Затем проверялось как испытуемым запомнились предъявляемые слова. Использовалось два способа проверки: стандартный (испытуемому предъявлялся список слов, в котором надо было узнать предъявляемые ранее слова) и фонологический (испытуемому предъявлялся список, в котором нужно было выбрать слова, которые рифмуются с предъявляемыми ранее). Было показано, что при стандартной проверке лучше припоминаются слова, подвергнувшиеся обработке на семантическом уровне, а при фонологической — на фонологическом уровне. Таким образом, эффективность воспроизведения информации зависит не столько от уровня обработки, сколько от соответствия способа воспроизведения способу обработки.